# دالق‌تپه
دالق‌تپه یا دلق‌تپه روستایی در دهستان جیرانسو بخش مرکزی شهرستان مانه و سملقان استان خراسان شمالی ایران است.

## جمعیت
بر پایه سرشماری عمومی نفوس و مسکن در سال ۱۳۹۵ جمعیت این مکان ۳۱۴ نفر (۹۰خانوار) بوده‌است.